# Episodi di Iron Fist (seconda stagione)
La seconda e ultima stagione della serie televisiva Iron Fist, composta da 10 episodi, è stata interamente pubblicata dal servizio di video on demand Netflix il 7 settembre 2018 in tutti i territori in cui Netflix è disponibile.
La stagione è stata rimossa da Netflix il 1º marzo 2022 e pubblicata negli Stati Uniti il 16 marzo 2022 su Disney+, mentre in Italia è stata pubblicata il 29 giugno 2022.
| n. | Titolo originale                 | Titolo italiano            | Pubblicazione    |
| -- | -------------------------------- | -------------------------- | ---------------- |
| 1  | The Fury of Iron Fist            | La furia dell'Iron Fist    | 7 settembre 2018 |
| 2  | The City's Not for Burning       | Non si brucia la città!    | 7 settembre 2018 |
| 3  | This Deadly Secret...            | Un segreto mortale         | 7 settembre 2018 |
| 4  | Target: Iron Fist                | Bersaglio: Iron Fist       | 7 settembre 2018 |
| 5  | Heart of the Dragon              | Il cuore del drago         | 7 settembre 2018 |
| 6  | The Dragon Dies at Dawn          | Il drago muore all'alba    | 7 settembre 2018 |
| 7  | Morning of the Mindstorm         | La mente è fragile         | 7 settembre 2018 |
| 8  | Citadel on the Edge of Vengeance | Un luogo chiamato vendetta | 7 settembre 2018 |
| 9  | War Without End                  | Guerra senza fine          | 7 settembre 2018 |
| 10 | A Duel of Iron                   | Un duello d'acciaio        | 7 settembre 2018 |

## La furia dell'Iron Fist
- Titolo italiano proposto da Disney+: La furia di Iron Fist
- Titolo originale: The Fury of Iron Fist
- Scritto da: M. Raven Metzner
- Diretto da: David Dobkin

### Trama
Dopo gli eventi avvenuti in The Defenders, Danny e Coleen vivono insieme. Danny è impiegato presso una ditta di traslochi, mentre la ragazza si occupa di aiutare immigrati cinesi ad ottenere il permesso di soggiorno. Durante un suo colloquio, nota una scatola con sopra lo stemma della sua famiglia; curiosa di saperne di più, si reca dal cugino del proprietario, ricattato dalle varie gang locali. Ward segue un programma di riabilitazione, dopo la disintossicazione dalle droghe e intrattiene un rapporto amoroso con la direttrice del centro. Joy convoca, a sorpresa, Ward e Danny, chiedendo loro di firmare la sua buonuscita dalla Rand Enterprise; infatti, la donna afferma di non voler far parte più dell'azienda di famiglia, esprimendo il desiderio di mettersi in proprio. Ward è riluttante e si rifiuta di firmare, al contrario di Danny che accetta la richiesta di Joy. Nel frattempo, Davos, rimasto a New York per tutto il tempo, incontra Danny e rivendica il Fist: il guerriero, infatti, crede di essere più degno di portare tale onere, ma Danny non vuole cedergli il suo dono. I due si battono a duello, ma Danny ha la meglio. Infine, Davos si reca da Joy, discutendo circa il loro piano per far fuori Rand. Joy è decisa a vendicarsi sull'amico per aver turbato la quiete prima del suo arrivo in città.

## Non si brucia la città!
- Titolo italiano proposto da Disney+: La città non deve bruciare
- Titolo originale: The City's Not for Burning
- Scritto da: Jon Worley
- Diretto da: Rachel Talalay

### Trama
Coleen e Danny cercano di ottenere una tregua tra le due gangs rivali che si contendono China Town: gli Accetta e i Tigers. I due, per riuscire nel loro piano, parlano con la moglie di Yang, capo gangster, convincendola a dissuadere il marito dall'iniziare una guerra tra bande. La donna chiama il marito e lo dissuade dall'idea di muovere guerra, ma la decisione dell'uomo non è condivisa da Davos, con il quale fa affari, che lo manda in coma.
Intanto, Davos e Joy partecipano ad un'asta, dove, tra i vari cimeli, è presente una vecchia e alquanto rovinata ciotola cinese, che i due vorrebbero accaparrarsi per mettere fuori gioco Danny. Non potendola acquistare, Joy esorta Davos a fare sesso con la direttrice dell'asta, una donna sposata che eviterebbe qualsiasi scandalo per permettere al marito la rielezione al Congresso. Davos è riluttante; preferirebbe ucciderla, piuttosto che cedere al desiderio, ma asseconda Joy e va a letto con Mika, mentre una videocamera li riprende.
In un flashback a K'un-Lun, Danny e Davos combattono per decidere chi dei due dovrà affrontare il drago Shou-Lao. Alla fine dello scontro a sangue, è Danny a vincere e a sfidare il drago.
Nel frattempo, Mary Walker, la ragazza misteriosa che aveva incontrato Danny in precedenza, fa la conoscenza di Coleen e le regala un disegno fatto a mano da lei. Dopodiché, la ragazza ritorna a casa e trova un biglietto che le raccomanda di stare lontano da Rand.

## Un segreto mortale
- Titolo italiano proposto da Disney+: Questo segreto mortale...
- Titolo originale: This Deadly Secret...
- Scritto da: Tatiana Suarez-Pico
- Diretto da: Toa Fraser

### Trama
Ward va a trovare Danny e gli chiede aiuto per organizzare una cena insieme a Joy e Davos. Così, Danny viene a sapere che Davos e Joy sono diventati soci. Ward, però, si fa promettere da Danny di non rivelare a Joy la sua presenza, prima della sua venuta.
Joy e Davos accettano l'invito di Danny e Coleen, con l'intenzione di salvare le apparenze, in modo che Danny non si renda conto che ci sia un piano per eliminarlo. 
La serata inizia in modo imbarazzante, ma durante la cena vengoni rotti gli indugi e Coleen spinge Joy e Davos a sfogarsi e a dire tutto ciò che non va con Danny. Joy è arrabbiata perché Ward e Danny le hanno nascosto che il padre era ancora vivo, mentre lei, per tredici lunghi anni, lo credeva morto. Ward, intanto, non si presenta.
La cena degenera e Davos e Joy vanno via; Davos, però, a casa di Danny, aveva notato delle foto in cui erano ritratti Danny e Coleen, che erano state consegnate allo stesso Danny da parte di Mary Walker. 
Danny e Coleen vengono invitati dalla signora Yang per procedere alle trattative che metteranno fine agli scontri tra gli Accetta e i Tigers, ma la donna omette di dire che il marito è andato in coma. 
I tre giungono al luogo dell'incontro che si rivela essere una trappola per uccidere la concorrenza, ma Danny e Coleen riescono a salvarsi.
Infine, Joy e Davos si recano a casa di Mary Walker, investigatrice privata, ingaggiata da Joy per spiare Danny; non solo è stata lei a scattare le foto, ma anche a consegnarle personalmente a Rand, facendogli credere che ci sia qualcuno che lo pedina.
Mary non rivela loro la verità, ma promette di rimediare.

## Bersaglio: Iron Fist
- Titolo originale: Target: Iron Fist
- Scritto da: Jenny Lynn
- Diretto da: MJ Bassett

### Trama
Joy apprende che Walker ha un disturbo dissociativo dell'identità, con Mary che è una personalità alternativa; Walker insiste sul fatto che può controllare Mary. Danny tenta di riaccendere i colloqui di pace tra le triadi, ma i Golden Tiger hanno già conquistato i moli e la Accette si stanno preparando a combattere. Danny visita Hai-Qing e si rende conto che Davos ha causato l'ictus. Hai-Qing è in grado di dire a Danny cosa Davos aveva portato al molo. Danny e Colleen vengono accolti dal detective Misty Knight, un'amica a cui Danny ha dato un braccio robotico dopo aver perso il suo mentre lottava con la Mano. Misty spiega che la trappola che Danny aveva visto erano in realtà agenti di polizia che osservavano la posta e chiede a Danny di stare lontano da ora in poi. Va invece al molo da solo, ma Davos ha già ucciso lì i soldati della Golden Tiger e ha preso quello che voleva: la pelle tatuata dal cadavere di un vecchio Iron Fist. Danny viene attaccato, drogato e portato da Walker (che si rivela un'abilissima combattente) sul luogo di un rituale in cui la ciotola, la pelle e il sangue di Danny vengono utilizzati per trasferire il potere dell'Iron Fist a Davos.

## Il cuore del drago
- Titolo originale: Heart of the Dragon
- Scritto da: Declan de Barra
- Diretto da: Mairzee Almas

### Trama
Dissanguato, Danny viene trovato da un gruppo di ragazzi del posto che hanno iniziato la propria attività malavitosa. Hanno in programma di dare Danny alle Tigri d'Oro in cambio di una taglia. Colleen e Misty tentano di trovare Danny, rintracciare Walker e ottenere l'aiuto di Ward per eseguire rapidamente una ricerca di impronte digitali sulle foto di sorveglianza. Davos sembra diventare il Pugno di Ferro che Danny non è mai stato, iniziando con la fine della guerra della triade stesso. Va in una discoteca di proprietà dei Golden Tigers e uccide il loro leader. Joy inizia a temere ciò che Davos potrebbe farle e assume Walker per garantirle protezione. Uno dei ragazzi che tengono in ostaggio Danny, BB, che Colleen aveva incontrato diverse volte prima, è convinto da Danny a chiamare Colleen. Lei e Misty trovano Danny, e Ward fa in modo che la sua sponsor di NA Bethany si occupi delle ferite di Danny. Mentre Ward rimane con Danny, Colleen e Misty si assicurano che Joy sia al sicuro e la trovano con Walker. Colleen e Misty sopraffanno Walker, e riportano i due al dojo dove Joy confessa che sapeva cosa aveva pianificato Davos fin dall'inizio e che voleva ferire Danny.

## Il drago muore all'alba
- Titolo originale: The Dragon Dies at Dawn
- Scritto da: Matthew White
- Diretto da: Philip John

### Trama
Joy rivela che il rituale è stato eseguito da tre tatuatrici chiamate le Crane Sisters. Sperando di poter invertire il processo, Colleen e Misty vanno a trovarle mentre lasciano Ward a vegliare su Danny, Joy e Walker. Walker accetta di riportare Danny dove si è svolto il rituale per confrontarsi con Davos, lasciando Ward e Joy a discutere della loro relazione. Joy si rifiuta di perdonare Ward e lo lascia. Dopo aver spiegato che sono accessori di un crimine, Misty convince le Crane Sisters ad accettare di invertire il rituale. Walker rivela a Danny che in realtà ha intenzione di uccidere Davos prima di scappare a vivere in una capanna isolata in pace. Questo le permetterebbe di evitare qualsiasi fattore scatenante che porti Mary in superficie. Danny la convince invece a prendere in ostaggio Davos, e quando torna dalla sua follia omicida in tutta la città, Davos è sottomesso. Riesce a rompere la gamba di Danny prima di perdere i sensi. Walker chiama un'ambulanza per Danny, ma Davos viene lasciato indietro quando Mary viene innescata e scappa dopo aver sentito che Walker ha intenzione di tenerla intrappolata.

## La mente è fragile
- Titolo italiano proposto da Disney+: La mattina del Mindstorm
- Titolo originale: Morning of the Mindstorm
- Scritto da: Stephen Surjik
- Diretto da: Rebecca Dameron

### Trama
Con l'aiuto di un tutore per le gambe all'avanguardia, Danny inizia a riprendersi dall'infortunio ma non è in grado di combattere. Misty spera di ottenere l'aiuto del distretto di polizia locale per fermare Davos, ma il capitano William Pike non è disposto a farlo poiché Davos sta mettendo fine alla criminalità organizzata nel quartiere. Oltre a continuare la sua follia omicida, Davos recluta la banda di ragazzi locali e intende addestrarli come soldati per aiutarlo a combattere la sua guerra contro il crimine a New York. Danny vuole anche ricominciare ad allenarsi, sperando che Colleen riapra il suo dojo per insegnargli. Lei non vuole assumersi la responsabilità di addestrare uno studente che potrebbe combattere e morire, ma alla fine cede e inizia ad addestrare Danny a combattere con il suo infortunio. Misty apprende i requisiti del rituale da Prada e va in cerca di ulteriore aiuto. Ward si rivolge all'alcol per soffocare i suoi dispiaceri, nonostante le proteste di Bethany. Ward in seguito la sente rivelare in una riunione di NA che è incinta di suo figlio. Joy fa visita a Mary, che si rende conto di essere protetta da Walker. Mary lascia un messaggio incoraggiante per Walker.

## Un luogo chiamato vendetta
- Titolo italiano proposto da Disney+: La cittadella ai confini della vendetta
- Titolo originale: Citadel on the Edge of Vengeance
- Scritto da: Melissa Glenn
- Diretto da: Julian Holmes

### Trama
Walker osserva il messaggio di Mary, ed è confusa quando Mary la ringrazia per averla fatta evadere da una prigione di Sokovia dove è stata prigioniera di guerra per anni mentre prestava servizio nell'esercito. Walker ha sempre creduto che fosse stata Mary a farle scappare, e lo psichiatra Paul Edmonds suggerisce che potrebbero avere un'altra personalità alternativa; Walker respinge questa idea. Joy tenta di minare Davos cercando la ciotola e chiede a Ward di rilevare un'impresa commerciale che sta portando avanti in memoria della madre. Lui si preoccupa che lei sia in pericolo e Walker accetta di aiutarlo a uccidere Davos. BB aiuta Joy a rubare la ciotola, mentre Davos cerca senza successo di convincere la comunità più ampia della nobiltà della sua crociata. I resti delle triadi si uniscono per fermarlo, e tutto ciò che Danny può fare è cercare di fermarlo prima. Colleen cerca di insegnare a Danny a superare il suo legame emotivo con Davos, permettendogli di rendersi conto dell'impatto negativo sulla sua vita che l'Iron Fist ha avuto. Danny suggerisce a Colleen di prendere il potere da Davos.

## Guerra senza fine
- Titolo originale: War Without End
- Scritto da: Daniel Shattuck
- Diretto da: Sanford Bookstaver

### Trama
Colleen si rifiuta di prendere il potere dell'Iron Fist. Misty ritorna con una task force della polizia pronta a catturare Davos, e con Frank Choi che aveva concluso un accordo con la polizia per fermare i Golden Tigers. Dalle informazioni di Choi, Colleen deduce che sua madre è venuta a New York e potrebbe essere ancora in città. Davos scopre la mancanza della ciotola e ferisce gravemente Joy spingendola giù da un balcone. BB contatta il resto della sua banda, sperando che vedano la ragione, ma loro invece dicono a Davos che si è rifugiato in un centro sociale dove Colleen lavora come volontaria. Danny e Colleen vanno al centro per impedire alle triadi combinate di mobilitarsi per attaccare, ma Davos e la sua banda arrivano. BB affronta la sua banda e viene ucciso con una coltellata. Colleen combatte gli altri finché non arrivano Misty e la polizia. Danny ha la meglio su Davos e successivamente si incontra le Crane Sisters al dojo per riprendere il rituale. In lutto per la morte di BB, Colleen accetta di prendere il potere dell'Iron Fist, ma il rituale viene interrotto lasciando sia Davos che Colleen con il potere. Misty, Ward e Walker trovano Joy e Ward la porta in salvo. Walker quindi attacca Misty e la rinchiude.

## Un duello d'acciaio
- Titolo originale: A Duel of Iron
- Scritto da: M. Raven Metzner
- Diretto da: Jonas Pate

### Trama
Sofferente per la cerimonia interrotta, Davos fugge di nuovo nel suo nascondiglio ed è inseguito da Colleen, anche lei dolorante, e da Danny. Walker aspetta che Davos ritorni e tenta di ucciderlo, ma Danny la avverte che uccidendo Davos ucciderà anche Colleen fino a quando il rituale non sarà compiuto. Misty si sveglia, fugge dalla cella  e aiuta Danny a fermare Walker innescando Mary. Colleen combatte Davos ed è in grado di estrarre il resto del potere di Iron Fist da lui. Con Davos arrestato, Danny non è sicuro dello scopo della sua vita. Colleen si prepara a proteggere le strade di Chinatown nei panni della nuova Iron Fist, mentre Joy tenta di tornare alla sua vita normale. Walker, considerando la possibilità di avere un'altra identità più violenta, decide di rimanere affiliata a Joy e alla sua influenza. Ward tenta di riconciliarsi con Bethany, ma lei sceglie di crescere il loro bambino da sola. Danny decide di lasciare New York per trovare Orson Randall, l'uomo da cui Davos ha acquisito il cadavere di Iron Fist. Ward viaggia con lui e mesi dopo Danny ha rubato a Randall due pistole con le quali può fermare Iron Fist.